# Waru (Slogohimo)
Waru is een bestuurslaag in het regentschap Wonogiri van de provincie Midden-Java, Indonesië. Waru telt 2401 inwoners (volkstelling 2010).